# Факультативный протокол к Конвенции против пыток
Факультативный протокол к Конвенции против пыток (сокр. ФПКПП, полное название: «Факультативный протокол к Конвенции против пыток и других жестоких, бесчеловечных или унижающих достоинство видов обращения и наказания») — международный договор, дополняющий Конвенцию Организации Объединенных Наций против пыток 1984 года. Создает международную систему проверки мест содержания под стражей по образцу системы, существовавшей в Европе с 1987 года.
ФПКПП был принят Генеральной Ассамблеей Организации Объединенных Наций в Нью-Йорке 18 декабря 2002 г.  и вступил в силу 22 июня 2006 г.  К середине лета 2023 г. Протокол подписали 76 стран и ратифицировали 92 страны.

## История
Идея этой схемы предотвращения пыток восходит к Швейцарскому комитету по предупреждению пыток (сегодня — Ассоциация по предотвращению пыток), основанному в 1977 году Жан-Жаком Готье в Женеве. Он предусматривал создание всемирной системы проверки мест содержания под стражей, которая позже приняла форму Факультативного протокола к Конвенции ООН против пыток и других жестоких, бесчеловечных или унижающих достоинство видов обращения и наказания (1984). Однако долгое время необходимой поддержки такого факультативного протокола не было. Как следствие, Комитет ООН против пыток (КПП) имел в своем распоряжении лишь относительно слабые инструменты: он мог анализировать и обсуждать самоотчеты соответствующих правительств и создавать институт Специального докладчика по пыткам. Но ни КПП, ни его Специальный докладчик не имели полномочий посещать страны, не говоря уже о проверке тюрем, без разрешения соответствующего правительства. В 1987 году Совет Европы реализовал первоначальную идею на региональном уровне, приняв Европейскую конвенцию по предупреждению пыток. Исходя из этого, Европейский комитет по предупреждению пыток продемонстрировал, что регулярные визиты, отчеты и рекомендации правительствам, а также публикация этих отчетов и реакция правительств делают эту модель жизнеспособной. Это, в свою очередь, привело к прорыву в Организации Объединенных Наций: ФПКПП был создан и открыт для подписания 18 декабря 2002 года Генеральной Ассамблеей ООН.
После ратификации 20 государствами Факультативный протокол вступил в силу 22 июня 2006 г.

## Статус ратификации
По состоянию на октябрь 2019 года протокол ратифицировали 90 государств: Афганистан, Албания, Аргентина, Армения, Австралия, Австрия, Азербайджан, Белиз, Бенин, Боливия, Босния и Герцеговина, Бразилия, Болгария, Буркина-Фасо, Бурунди, Камбоджа, Кабо-Верде, Центральноафриканская Республика, Чили, Коста-Рика, Хорватия, Кипр, Чешская Республика, Демократическая Республика Конго, Дания, Эквадор, Эстония, Финляндия, Франция, Габон, Грузия, Германия, Гана, Греция, Гватемала, Гондурас, Венгрия, Исландия , Италия, Казахстан, Кыргызстан, Ливан, Либерия, Лихтенштейн, Литва, Люксембург, Македония, Мадагаскар, Мальдивы, Мали, Мальта, Мавритания, Маврикий, Мексика, Молдова, Монголия, Черногория, Марокко, Мозамбик, Науру, Нидерланды, Новая Зеландия, Никарагуа, Нигер, Нигерия, Норвегия, Панама, Парагвай, Перу, Филиппины, Польша, Португалия, Румыния, Руанда, Сенегал, Сербия, Словения, Южная Африка, Южный Судан, Испания, Шри-Ланка, Государство Палестина, Швеция, Швейцария, Того, Тунис, Турция, Украина, Великобритания и Уругвай.
Еще 13 государств подписали, но не ратифицировали протокол: Ангола, Бельгия, Камерун, Чад, Республика Конго, Восточный Тимор, Гвинея, Гвинея-Бисау, Ирландия, Сьерра-Леоне, Словакия, Венесуэла и Замбия.